# Bobs Farm
Bobs Farm är en del av en befolkad plats i Australien. Den ligger i kommunen Port Stephens Shire och delstaten New South Wales, i den sydöstra delen av landet, omkring 140 kilometer nordost om delstatshuvudstaden Sydney. Antalet invånare är 236.
Genomsnittlig årsnederbörd är 1 560 millimeter. Den regnigaste månaden är februari, med i genomsnitt 280 mm nederbörd, och den torraste är oktober, med 51 mm nederbörd.